# 渋江重宗
渋江 重宗（しぶえ しげむね、生没年不詳）は、鎌倉時代の武将。通称六郎。渋口重宗とも。兄に畠山重忠。

## 考証
重宗は『桓武平氏諸流系図』に「渋江六郎」と記載されていることから渋江（埼玉県さいたま市岩槻区）の武士であると考えられていたが、『鎌倉年代記裏書』には「渋口六郎」と書かれており、歴史学者の清水亮は渋江は渋口の誤写であるとした。『平姓指宿氏系図』では重宗に「下口六郎」と注記を付けているため、読みはしぶくちまたはしぼくちであると考えられる。